# 东南亚研究
东南亚研究（英語：Southeast Asian studies, SEAS）是指运用人类学、宗教研究、语言学和国际关系理论与方法，对东南亚不同国家和民族的语言、文化和历史的研究。一些机构将此学科称为东盟研究（英語：ASEAN Studies），因为所研究的大多数国家属于东南亚国家联盟。

## 定义
由于东南亚某些群体与印度和中国等邻近地区的历史、文化和语言相似性，东南亚的边界存在争议。许多东南亚研究学者根据东南亚国家联盟来确定一份具体的东南亚国家名单。东盟成员国有十个，分别是文莱、柬埔寨、印度尼西亚、老挝、马来西亚、缅甸、菲律宾、新加坡、泰国和越南。